# سد البرز
سد البرز روستای لفور (همچنین شناخته شده با نام سد لفور)، سدی در ۱۰ کیلومتری جنوب غربی شهر شیرگاه از توابع شهرستان سوادکوه شمالی استان مازندران است که بر روی رودخانه پرآب بابلرود قرار دارد.
دریاچه سد آب زمین‌های کشاورزی ۲۲۰ روستای شهرهای بابل، بابلسر، قائمشهر و جویبار و آب شرب ساکنان شهرهای بابل، بابلسر، امیرکلا، خزرشهر و فریدون‌کنار را تأمین می‌کند. نیروگاه کوچک این سد نیز ظرفیت تولید ۱۰ مگاوات برق در سال را دارد. دریاچه این سد یک مکان گردشگری محبوب است.

## تاریخچه
در سال ۱۳۷۴ و با تغییر محل احداث آن از بابل‌کنار به منطقه لفوربه لحاظ مناسب تر بودن مکان در شهرستان سوادکوه شمالی، دستور اجرای طرح صادر و سد لفور با ارتفاع ۷۲ متر روی تلاقی سه رودخانه کارسنگ رود، آذررود و اسکلیم روهار احداث شد.
در یازدهم بهمن ۱۳۷۴ کلنگ ساخت سد توسط هاشمی رفسنجانی رئیس‌جمهور وقت در منطقه دئوتک (در زمین شالیزاری معروف به خرچاک) بر زمین زده شد. در ابتدا سد البرز به نام سد «پاشاکلا» شناخته می‌شد (بعدا به سد البرز تغییر نام داد) و تابلوهایی با نام سد پاشاکلا در حاشیه جاده‌های لفور و بابل کنار نصب شده بود. پروژه سد پاشاکلا با این هدف شروع شده بود که آب مورد نیاز ۵۴ هزار هکتار از اراضی کشاورزی شهرستان‌های بابل، بابلسر، قائم‌شهر و جویبار را تأمین نماید.

## امکانات دریاچه سد
مناطق گردشگری و تاریخی بسیاری در منطقه اطراف سد و در اطراف روستای لفور وجود دارد. اگرچه در اطراف سرریز و دریچه خروجی سد طناب ایمنی نصب شده ولی شنا در دریاچه سد توصیه نمی‌شود.
- کمپ زدن در حاشیه دریاچه
- رستوران‌های کنار دریاچه با غذاهای دریایی عالی
- قایق‌سواری
- جزیره دیدنی وسط دریاچه سد
- ماهیگیری (مجوزهای ماهیگیری از اوایل شهریور تا اواخر اسفند صادر می‌شود. دریاچه سد ماهی زردپر، سرخ باله و ماهی سفید رودخانه‌ای وجود دارد)[۴]

### جاهای دیدنی اطراف سد لفور
- اقامت در کلبه‌های نزدیک دریاچه
- اقامت در پارک جنگلی جنگل لفور، با امکانات رفاهی کامل
- چشمه‌ها و آبشارهای متعدد اطراف سد و جاده سد البرز

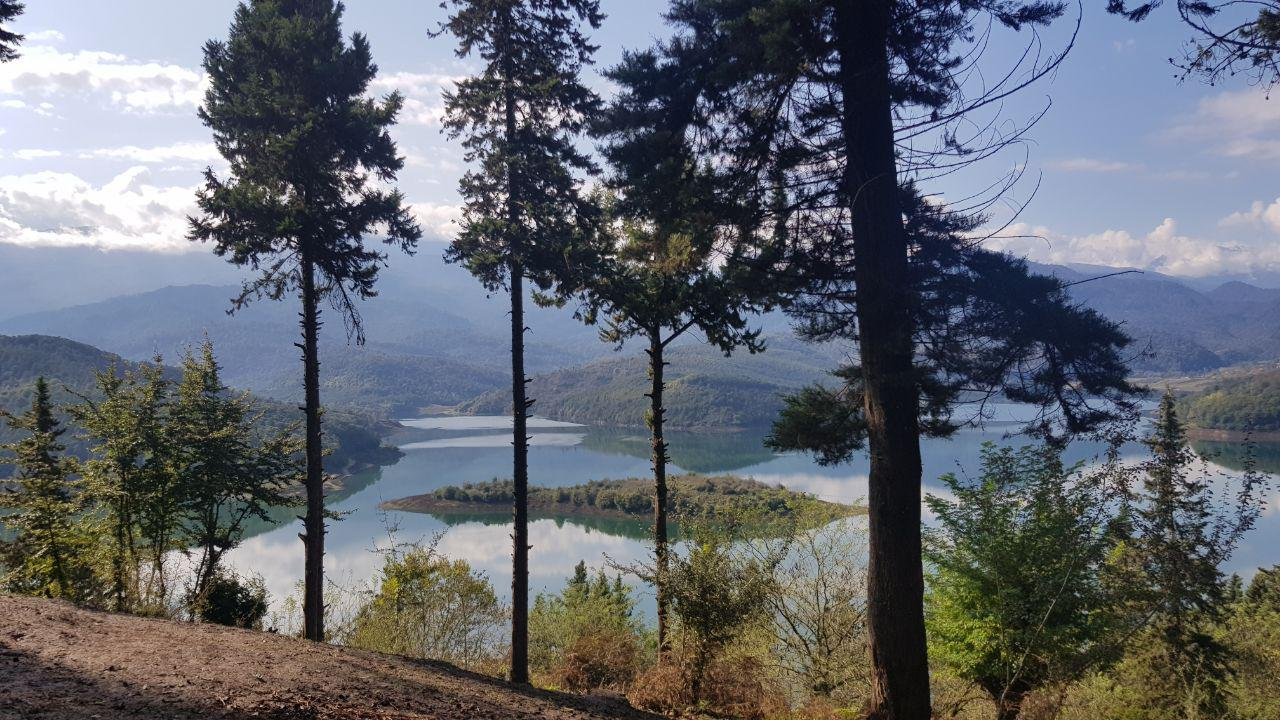
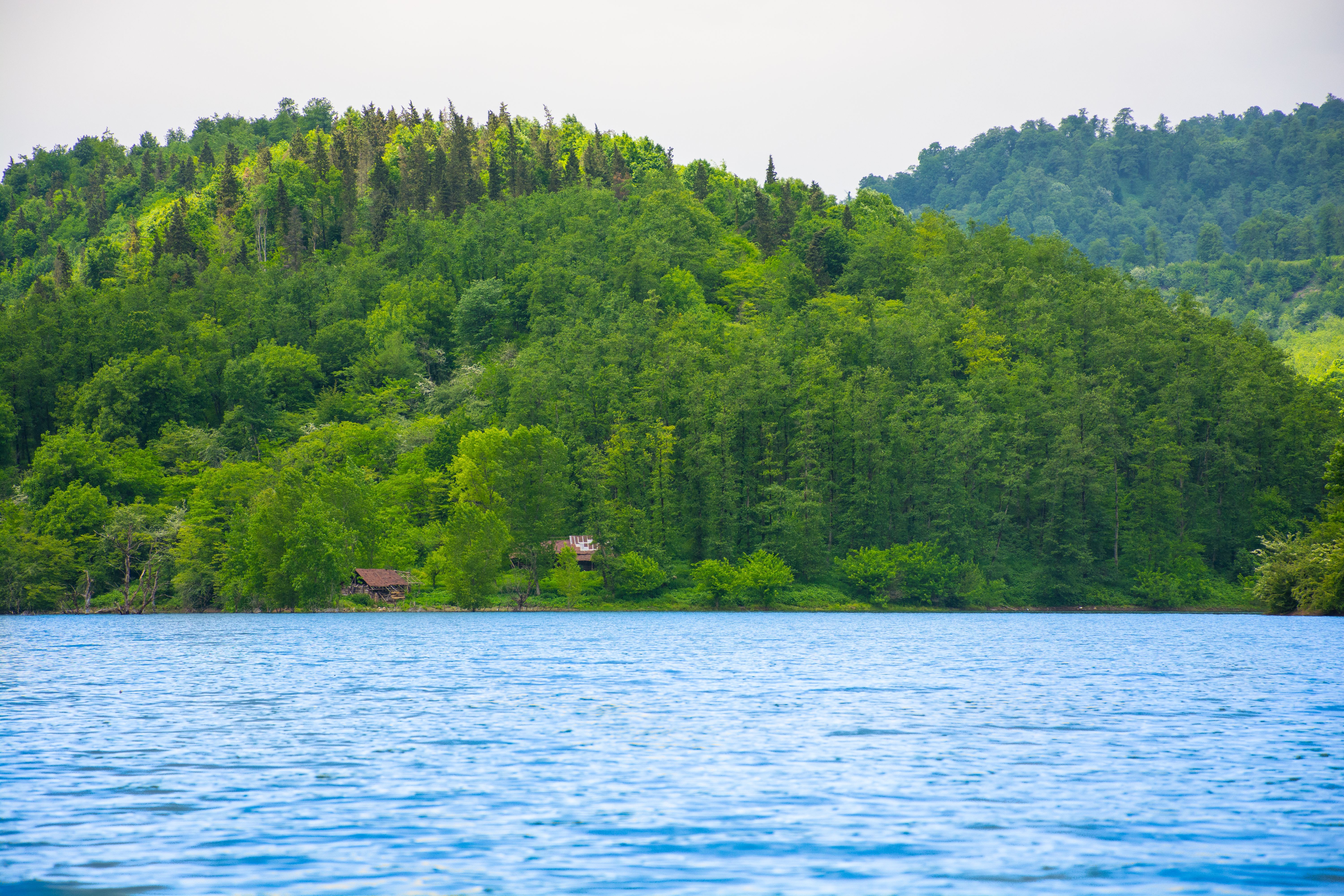
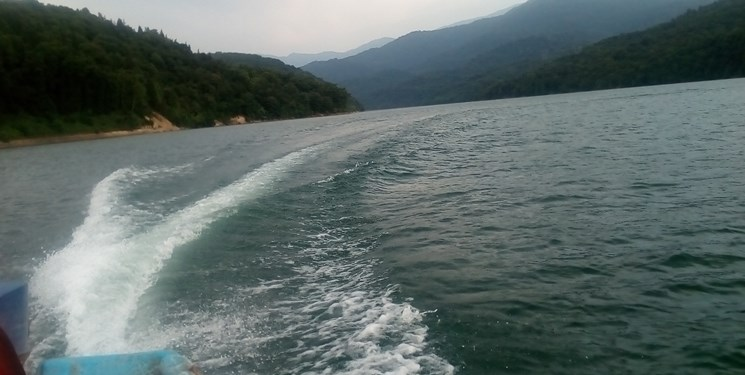
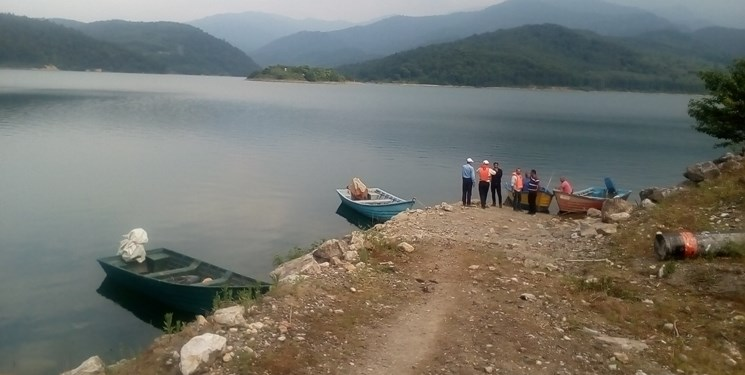
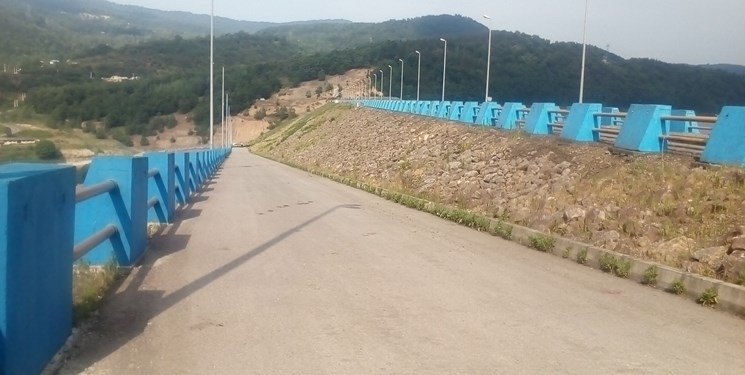
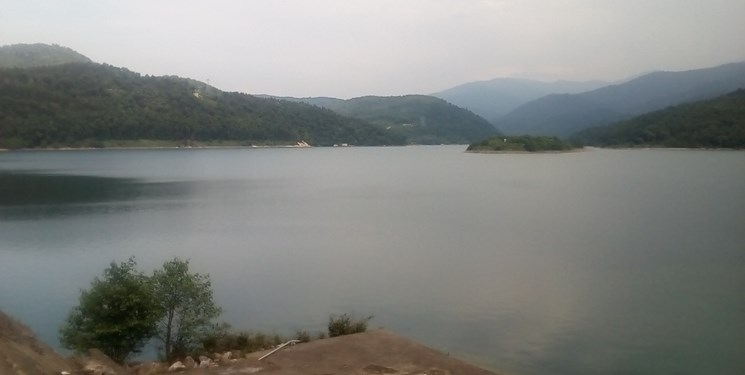
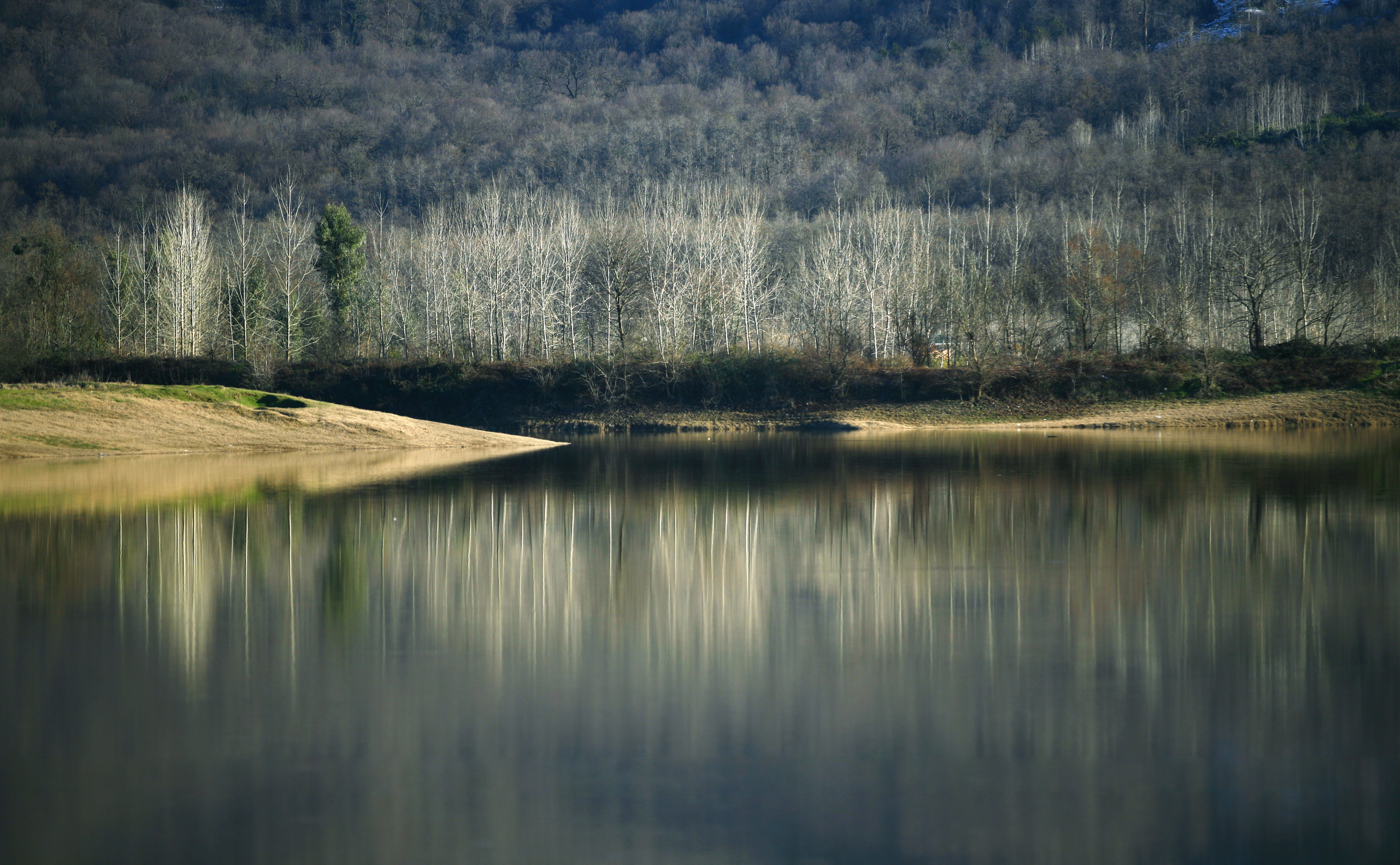

- پل ورسک
- آبشار گزو، اسکلیم و دریاچه شورمست
- امامزاده گزو